# Сметанин, Николай Степанович
Николай Степанович Смета́нин (1905—1978) — зачинатель стахановского движения в кожевенно-обувной промышленности. Герой Социалистического Труда (1975). Член ВКП(б) с 1939 года.

## Биография
Работать начал с 10 лет на обувной фабрике Петрова (затем — филиал № 1 объединения «Скороход»). После смерти отца в 1918 году перешел на «Скороход». Здесь получил квалификацию затяжчика, окончив организованную на фабрике в 1922 году школу ФЗУ.
В 1930 году, когда на фабрику поступили затяжные машины, начался быстрый рост Сметанина как специалиста, он стал систематически перевыполнять задания.

Когда в сентябре 1935 года всей стране стал известен рекорд донецкого шахтера А. Г. Стаханова, за плечами у тридцатилетнего скороходовца был уже техминимум, техническая школа повышенного типа, авторитет профессионала высокого класса, активиста изотовского движения и опыт руководства передовой бригадой. Он был полностью уверен в своих силах, и 21 сентября 1935 года сам пошел на стахановский рекорд. Сметанин перетянул 1400 пар обуви за смену при норме 680 пар. С этого дня началось распространение стахановского движения в Ленинграде и в легкой промышленности страны. 8 декабря 1935 года был награждён орденом Ленина.
Выступая на Первом Всесоюзном совещании стахановцев, Н. С. Сметанин заверил партию и правительство, что на основе достижений новаторов «Скорохода» будет повышен общий профессиональный уровень обувщиков, вырастет техническая мощь обувного производства.
Развернулось соревнование за лучшую передачу опыта. К концу 1936 г. более 200 стахановцев поступили в вузы и на рабфаки. Студентом Промакадемии стал и Николай Сметанин.
В 1937 году его назначили заместителем директора фабрики, через год — директором. Ещё через год — заместителем наркома легкой промышленности. На руководящей хозяйственной работе Николай Степанович находился вплоть до выхода на пенсию.
Сметанин избирался делегатом Чрезвычайного VIII Всесоюзного съезда Советов, принимавшего Конституцию СССР, входил в состав редакционной комиссии по выработке её текста, был депутатом ВС РСФСР и ВС СССР 1 созыва (1937—1946).
22 сентября 1975 года удостоен звания Героя Социалистического Труда.

За большие заслуги в развитии массового социалистического соревнования, достижение высокой производительности труда, многолетнюю деятельность по внедрению передовых методов работы в легкой промышленности и в связи с 40-летием стахановского движения 